# Manuela Carolina García Mosquera de Bergna
Manuela Carolina García Mosquera de Bergna (1903-2001) fue una docente e investigadora especializada en antropología física, crecimiento, desarrollo, antropometría y cefalometría. 

## Trayectoria
Manuela García Mosquera fue una docente de La Plata. En 1930 egresó como profesora de Enseñanza secundaria, normal y especial en Filosofía y Ciencias de la Educación de la Facultad de Humanidades y Ciencias de la Educación de la Universidad Nacional de La Plata.  
Durante la década de 1940 realizó sus estudios en el entonces Instituto del Museo de La Plata, perteneciente a la Universidad Nacional de La Plata.
En su paso por el Museo, se acercó a la figura de Milcíades Alejo Vignati, Jefe del Departamento y de la cátedra de Antropología desde 1930. Este supuso una gran influencia en las trayectorias de García Mosquera y su marido, Luis María Bergna, por sus estudios en el hombre fósil americano, la paleopatología y la antropología somática.Manuela se doctoró en 1944 en el Museo de La Plata bajo la dirección de Vignati.[cita requerida]
García Mosquera se incorporó formalmente al equipo de Vignati en 1941, cuando, siendo aún estudiante, fue designada ayudante alumna en la cátedra de Antropología.
El resto del equipo se constituía por Juan Carlos Ottamendi, María Elena Villagra de Cobanera, Esther Lilia Chávez de Azcona, Eva Eberle de Gilardoni, y Luis María Bergna. Cabe descatar la composición del equipo, que incluía un gran número de mujeres que se desempeñaban como técnicas, asistentes y auxiliares docentes. Asimismo, el equipo de Vignati se caracterizó por la articulación entre la docencia y la investigación, así como por su conformación por graduados y estudiantes.
En 1944, bajo la dirección de Vignati, García Mosquera defendió la tesis titulada Índice cefálico, talla y proporciones en escolares de La Plata. Según el libro de tesis de la Facultad de Ciencias Naturales y Museo, esta es la número 56 y la segunda orientada en temas antropológicos, precedida por la de Teodoro de Urquiza de 1912 y seguida por la de Eduardo Mario Cigliano en 1955. Su abordaje tomaba como base metodológica los desarrollos de Ten Kate, Lehmann Nitsche y el propio Vignati. La tesis constituyó un aporte a la antropología practicada en el Museo de La Plata, dado que tradicionalmente los estudios en esa institución no se habían enfocado en el crecimiento y desarrollo de niños y poblaciones escolares. En sus conclusiones, García Mosquera consideró que el estilo de vida, los hábitos alimentarios o las condiciones sociales no modificaban de manera permanente ningún carácter orgánico de las poblaciones relevadas.
En 1945, siendo directora de la Escuela N°73 de La Plata, Manuela García Mosquera solicitó la adscripción a la cátedra de Antropología en la que se había desempeñado como ayudante alumna. Dos años después, Vignati reprobó esta adscripción tras evaluar el trabajo de investigación y las clases dictadas por la aspirante; en 1948, García Mosquera solicitó la cancelación de la solicitud de adscripción.
En 1947, García Mosquera trabajó en un relevamiento realizado por el Instituto Étnico Nacional que lideró Luis María Bergna sobre la población araucana en Los Toldos. Las medidas antropométricas se realizaron sobre niños de Cuartel La Tribu, en colaboración con el director de una escuela local y su esposa. 